# Ambite
Ambite er en by og kommune i det centrale Spanien i Madrid-regionen. Den har et indbyggertal på 697 (2024) indbyggere.